# Ögmundur
Cette page présente le prénom Ögmundur ainsi que ses variantes.
Ögmundur est un prénom masculin islandais dérivé du vieux norrois Ǫgmundr, composé des éléments agi « pointe acérée » (d'une lance, d'une flèche…), et mundr « protection ».
Le prénom Ögmundur est à l'origine du patronyme islandais Ögmundsson signifiant « Fils d'Ögmund(ur) ».

## Personnalités portant ce prénom
- Ögmundur Jónasson (en) (1948–), homme politique islandais ;
- Ögmundur Kristinsson (en) (1953–), ancien joueur de football islandais ;
- Ögmundur Kristinsson (1989–), joueur de football islandais ;
- Ögmundur Pálsson (en) (mort en 1541), prélat islandais.
- Pour l'ensemble des articles sur les personnes portant ce prénom, consulter :
  - la liste des articles dont le titre commence par ce prénom
  - les listes produites par Wikidata : Liste des personnes de prénom « Ögmundur » — même liste en incluant les éventuels prénoms composés qui contiennent « Ögmundur ».